# آیوت درامز
آیوت درامز (به انگلیسی: Ayotte Drums) یک تولیدکننده درام مستقر در بدفورد، کبک است. شرکت توسط ری آیوت (Ray Ayotte) در سال ۱۹۷۴ ثبت شد و از سال ۱۹۸۲ تولید درام را آغاز کرد. درام‌های این شرکت دارای حلقه‌های چوبی ساخته شده از افرا کانادایی است.